# Bagongshan
För andra betydelser, se Bagongshan (olika betydelser).
Bagongshan är ett stadsdistrikt i staden Huainan i provinsen Anhui i östra Kina. Det ligger omkring 95 kilometer nordväst om provinshuvudstaden Hefei.
Bagongshan är indelat i tre stadsdelsdistrikt, två köpingar och en administrativ enhet på sockennivå.
Stadsdelsdistrikt (jiedao):

- Bijiagang (毕家岗街道)
- Tubazi (土坝孜街道)
- Xinzhuangzi (新庄孜街道)

Köpingar (zhen):

- Bagongshan (八公山镇)
- Shanwang (山王镇)

Områden på sockennivå:
- Miaoshan Linchang skogsbruk (妙山林场)